# Kilogramometr
Kilogramometr (rzadko kilogram-siła metr, kilopondometr) to jednostka pracy, energii i momentu siły w układzie  MKS i MKSA. Oznaczana jest przez: kGm (kilogramometr), kp·m (kilopondometr).
1 kGm (kilogramometr) = 1 kG (kilogram siły) · m
W układzie SI jej odpowiednikiem jest dżul.
1 J = 0,10197 kGm.
Z innych jednostek, 1 kGm = 9,80665 N·m.
Zobacz też: pozaukładowe jednostki miary, układ SI.